# فلم ليغو
فيلم الليغو (بالإنجليزية: Lego movie) هو فيلم رسوم متحركة أمريكي من تأليف وإخراج فيل لورد وكريس ميلر. الفيلم من أصوات كريس برات وويل فيرل وإليزابيث بانكس وويل ارنيت ونيك أوفرمان وأليسون بري وتشارلي داي وليام نيسون ومورغان فريمان. قصة الفيلم تركز على حياة لعب ليغو عادي يتم التعرف عليهم عن طريق الخطأ على أنه أبطال فيتوجب عليهم إنقاذ عالم الليغو من طاغية شرير.
حقق الفيلم ارباحا كبيرة ونجاحا تجاريا عالميا محققا ارباحا تقدر باكثر من 400 مليون دولار وتلقى استقبالا ايجابيا كبيرا عند النقاد حيث حقق نسبة 96% على موقع الطماطم الفاسدة
صدر الفيلم في 7 فبراير، 2014 وتلقى مراجعات إيجابية جداً من النقاد وحقق نجاح كبير في شبابيك التذاكر. في 21 فبراير، 2014 أعلن أن جزء ثاني من الفيلم سيصدر في 26 مايو، 2017.

## روابط خارجية
- مقالات تستعمل روابط فنية بلا صلة مع ويكي بيانات

لا توجد روابط لمواقع التواصل الاجتماعي.